# 女刑務所/白昼の暴動
『女刑務所 / 白昼の暴動』（おんなけいむしょ / まひるのぼうどう、原題：Caged Heat、別題：Renegade Girls）は、1974年の女囚映画。
ロジャー・コーマン率いるニューワールド・ピクチャーズのもとで、ジョナサン・デミ（監督デビュー作）が脚本・監督を担当した。出演は、Juanita Brown、ロバータ・コリンズ、エリカ・ギャビン、Ella Reid、Rainbeaux Smith、バーバラ・スティール。
『バトルプリズン / 女囚肉弾（Caged Heat II: Stripped of Freedom）』（1994年）と『スペース・プリズン / 美女SM収容所（Caged Heat 3000）』（1995年）の2本の続編は、「Caged Heat」の作品名と女性刑務所の設定は同じだが、オリジナルである本作とは全くの無関係作品となっている。
日本では、『ケージド・ヒート ～女囚物語～』というタイトルでVHSが発売されたこともある。

## あらすじ
ジャクリーン・ウィルソン（エリカ・ギャビン）は、違法薬物取引の罪で有罪判決を受け、女子刑務所に収監されてしまう。
彼女は囚人仲間とともに刑務所長（バーバラ・スティール）の抑圧的で支配なやり方に反抗する。

## キャスト
- ジャクリーン・"ジャッキー"・ウィルソン - エリカ・ギャビン
- マギー - Juanita Brown
- Belle Tyson - ロバータ・コリンズ
- パンドラ - Ella Reid
- Lavelle (as Rainbeaux Smith)  - Cheryl Smith
- Dr. Randolph - Warren Miller
- Superintendent McQueen - バーバラ・スティール
- Alice 'Crazy Alice' (as Lynda Gold) - Crystin Sinclaire
- Bernice - Mickey Fox
- Pinter (as Tobi Carr Refelson) - Toby Carr Rafelson
- ボニー - Ann Stockdale
- Hazel - Irene Stokes

## 製作
ジョナサン・デミはロジャー・コーマンのもとで『The Hot Box』（1972年）など2本の映画の製作を手掛けた。映画監督になりたかった彼は、ロジャーのために脚本を書いたが、プロデューサーはそのサイクルがピークに達したと考えていたため、資金提供を望まなかった。そこで、ジョナサンは自力で資金調達に成功し、コーマンはニューワールド・ピクチャーズを通して配給することを認めた。
もともとは『Renegade Girls』という作品名だったが、本作の最終的なタイトルとなった『Caged Heat』は、刑務所をテーマにした2本の映画『女囚の掟（Caged）』と『白熱（White Heat）』からのオマージュであることが、本作のDVDコメンタリーでジョナサン・デミ本人によって語られている。

## 音楽
ジョン・ケイルが作曲と演奏を担当し、サントラにはマイク・ブルームフィールドのギター演奏が収録されている。

## 評価
ジョナサン・デミの映画監督デビュー作である。プロデューサーのロジャー・コーマンは、自社のこれまでの「女囚」作品の内容が不十分だと考え、ジョナサン・デミにこのジャンルに斬新さをもたらすような脚本を執筆するように指示した。ただし、コーマンは本作に、この手のジャンルに観客が期待する暴力とヌードのほとんどを残すことも望んでいた。
ジョナサン・デミは、風刺的なアプローチを盛り込んだり、サディスティックな看守を男性から女性に変更するなどして、「女囚映画」である本作に新しい一面を取り入れた。また、それほどではないが、デミは自由主義政治やフェミニズム、社会意識などの要素も脚本に取り入れた。このように「女囚もの」というジャンルに新しい要素を取り入れたことや、デミの初監督作品ということもあり、映画評論家の中には、この作品を「普通の女囚ものエクスプロイテーション映画よりも面白い」と評価する人もいる。

## 参照
- 1974年のアメリカ合衆国の映画一覧（英語版）